# Greta Bolin
Anna Margareta Bolin, känd som Greta Bolin, ogift Jonsson-Sterner, född 12 juni 1898 i Maria Magdalena församling i Stockholm, död 18 juli 1981 i Kungsholms församling i Stockholm, var en svensk journalist och författare.
Greta Bolin var dotter till folkskolläraren fil. kand. Jon Jonsson och hans hustru Ester Sterner. Hon avlade folkskollärarexamen 1919 och arbetade sedan som journalist, från 1937 till 1960 som fast medarbetare i Svenska Dagbladet. Hon skrev under signaturen Corinna, inte minst om barn och uppväxtfrågor. Hon var ledamot av ungdomsfängelsenämnden från 1951 och var inspektor vid Lyceum för flickor i Stockholm från 1954. Hon var ledamot av Vasaorden och tilldelades Olle Engkvist-medaljen 1967.
Greta Bolin var gift 1919–1942 med lektorn och författaren Lorentz Bolin (1887–1972). De hade en dotter psykologen Ulla Nordin (1921–1974), gift med anstaltsdirektören Åke Nordin.